# Peter Carl Bruckenthal
Peter Carl Bruckenthal, magyaros írásmóddal Bruckenthal Péter Károly báró (Újegyház, 1753. május 26. – Nagyszeben, 1807. december 18.) hivatalnok.

## Élete
Michael Bruckenthal újegyházi királybíró és fogarasi főkapitány fia, Michael Bruckenthal szász ispán öccse és Samuel von Brukenthal erdélyi kormányzó unokaöccse volt volt. Tanult Nagyszebenben és Göttingenben (1774–1776); előbb hivatalnok volt a nagyszebeni tanácsnál mint levéltári lajstromozó, azután a guberniumnál szolgált, és mint fogalmazó lépett ki onnan. 1790. november 18-án testvéreivel együtt ő is báróságot kapott.

## Munkái
- Rede auf Maria Theresia Königin von Ungarn, und Joseph II. Röm. Kaiser. Göttingen. 1776.
- Kéziratban: Staats-Verfassung des Grossfürstenthums Siebenbürgen im Grundriss